# Arcidiocesi di Rayy
L'arcidiocesi di Rayy è un'antica sede metropolitana della Chiesa d'Oriente, attestata dal V all'XI secolo.

## Storia
Rayy è un'antica città persiana nel Tabaristan, nella regione chiamata in siriaco Beth Raziqaye.
Incerte sono le origini del cristianesimo in questa regione, probabilmente dovuto, come nella maggior parte della Persia iraniana, alle deportazioni di prigionieri bizantini cristiani. La prima menzione della diocesi di Rayy è del 410; il vescovo o i vescovi di Beth Raziqaye sono tra quelli che non presero parte al concilio indetto in quell'anno dal patriarca Mar Isacco e che successivamente dovranno sottoscriverne gli atti. Il primo vescovo conosciuto è Davide, che partecipò al concilio di Markabta indetto nel 424 dal patriarca Mar Dadisho I.
Dopo il VI secolo non si hanno più notizie del cristianesimo di Rayy, fino alla conquista araba e alla fondazione del califfato di Baghdad. Il califfo al-Mahdi ricostruisce la città facendone una delle sue residenze principali e capitale della provincia di al-Gabal (o Jibal).
All'epoca del patriarca Timoteo I, probabilmente tra il 799 e l'804, Rayy viene sottratta alla provincia ecclesiastica dell'arcidiocesi di Hulwan ed elevata al rango di sede metropolitana, al quinto posto fra le metropolie delle province esterne. Il primo arcivescovo, Habbiwa, fu consacrato dallo stesso patriarca Timoteo; dopo di lui, sono noti altri tre metropoliti: Tommaso (nell'853), Marco (dall'893) e ʿAbd al-Masih (nel 1075).
Nell'elenco delle diocesi del patriarcato d'Oriente redatto nel 900 da Elia di Damasco, Rayy è menzionata tra le sedi metropolitane del patriarcato; e le viene assegnata una sola diocesi suffraganea, quella di Gurgan.
L'arcivescovo ʿAbd al-Masih, che assistette alla consacrazione del patriarca Mar Abdisho II Ibn Aridh nel 1075, portava il doppio titolo di metropolita di Hulwan e Rayy, indizio che la sede di Rayy era decaduta ed unita in epoca imprecisata a quella di Hulwan. Dopo il 1075 non si hanno più notizie dell'arcidiocesi e del cristianesimo a Rayy, dove i Mongoli all'inizio del XIII secolo porteranno morte e distruzioni. La metropolia di Rayy non è più menzionata nella lista dei metropoliti del patriarcato redatta da Abdisho bar Berika all'inizio del XIV secolo.

## Cronotassi dei vescovi e arcivescovi
- Davide † (menzionato nel 424)
- Giuseppe † (prima del 486 - dopo il 497)
- Daniele † (menzionato nel 554)
- Habbiwa † (all'epoca del patriarca Timoteo I - 780-823)
- Tommaso † (menzionato nell'853)
- Marco † (893 - ?)
- ʿAbd al-Masih † (menzionato nel 1075)